# La Chapelle-Anthenaise
La Chapelle-Anthenaise ist eine französische Gemeinde mit 963 Einwohnern (Stand 1. Januar 2022) im Département Mayenne in der Region Pays de la Loire; sie gehört zum Arrondissement Laval und zum Kanton Bonchamp-lès-Laval. Die Bewohner werden Anthenais und Anthenaises genannt.

## Geografie
Die Gemeinde La Chapelle-Anthenaise liegt sieben Kilometer nordöstlich der Stadt Laval.

## Bevölkerungsentwicklung

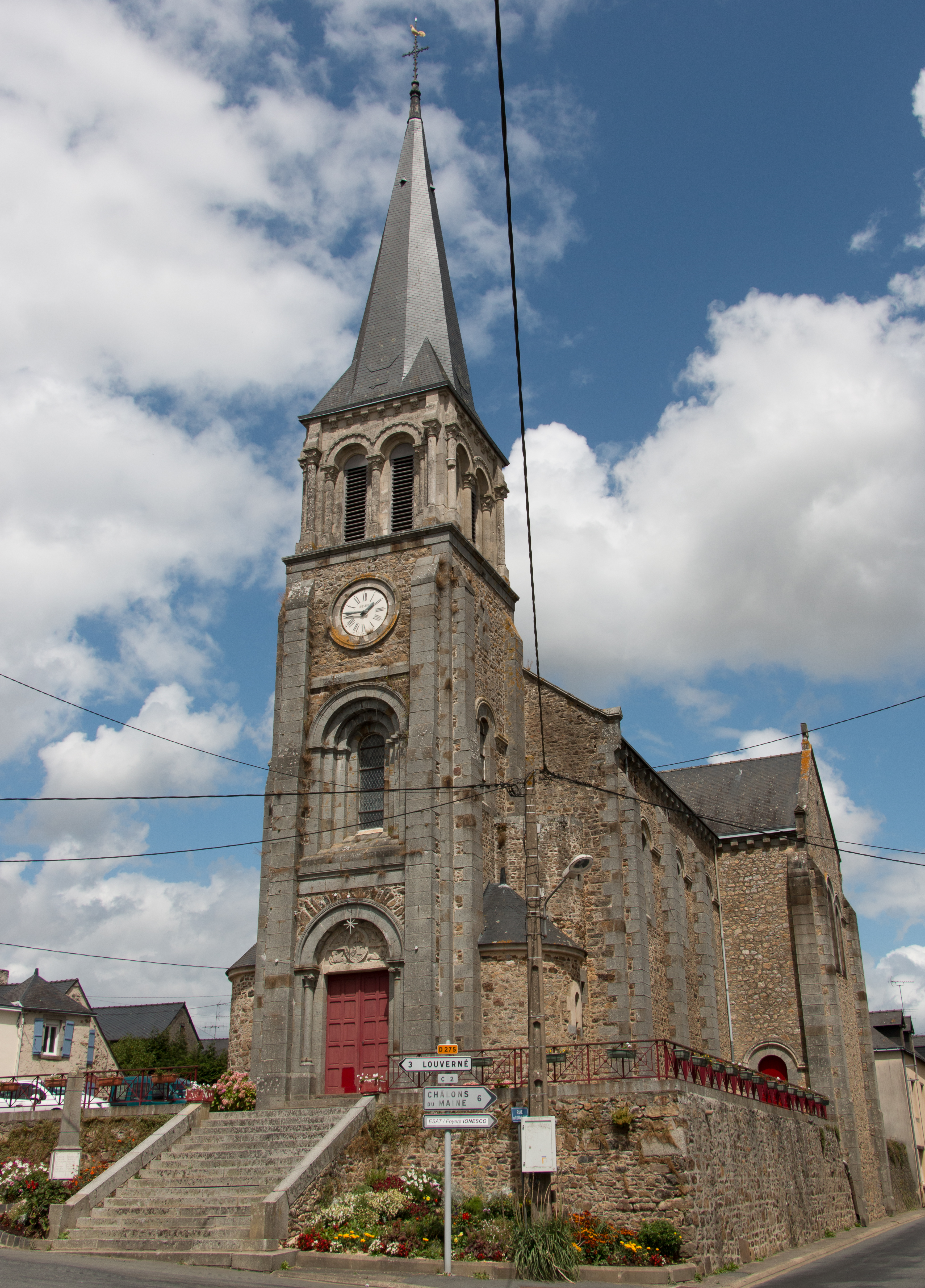
Kirche Notre-Dame-du-Mont-Carmel

| Jahr      | 1962 | 1968 | 1975 | 1982 | 1990 | 1999 | 2009 | 2019 |
| Einwohner | 411  | 419  | 566  | 661  | 657  | 876  | 930  | 983  |

## Sehenswürdigkeiten
- Kirche Notre-Dame-du-Mont-Carmel, Neubau aus dem ausgehenden 19. Jahrhundert als Ersatz und an der Stelle des früheren einfachen romanischen Vorgängerbaus

## Persönlichkeiten
- Eugène Ionesco (1909–1994), Dramatiker, lebte von 1917 bis 1919 in La Chapelle-Anthenaise

## Gemeindepartnerschaft
- Gundelfingen an der Donau in Bayern